# Hindmarsh (ort)
Hindmarsh är en ort i Australien. Den ligger i kommunen Charles Sturt och delstaten South Australia, nära delstatshuvudstaden Adelaide. Antalet invånare är 127.
Runt Hindmarsh är det mycket tätbefolkat, med 1 754 invånare per kvadratkilometer.. Närmaste större samhälle är Adelaide, nära Hindmarsh.
Runt Hindmarsh är det i huvudsak tätbebyggt. Genomsnittlig årsnederbörd är 593 millimeter. Den regnigaste månaden är juli, med i genomsnitt 95 mm nederbörd, och den torraste är december, med 13 mm nederbörd.